# Ordine al merito agricolo
L'Ordre du mérite agricole è un ordine cavalleresco concesso dalla Repubblica francese.

## Storia
L'ordine venne fondato a Parigi il 7 luglio 1883 per merito del ministro dell'agricoltura dell'epoca, Jules Méline. Nacque con l'intento di premiare quanti, con la loro operosità e con i loro studi, si fossero distinti nella promozione e nello sviluppo dell'agricoltura in Francia.

## Classi
L'ordine dispone delle seguenti classi di benemerenza:
- Commendatore
- Ufficiale
- Cavaliere

| Nastri prima del 1999 |           |              |
| Cavaliere             | Ufficiale | Commendatore |

| Nastri dopo il 1999 |           |              |
| Cavaliere           | Ufficiale | Commendatore |

## Insegne
- La medaglia era costituita da una stella d'argento a cinque punte smaltate di bianco e bordate d'argento, unite tra di loro da una corona d'alloro smaltata in oro. Al centro si trova un disco d'oro sul quale si trova un volto femminile coronato di spighe (a personificazione dell'agricoltura o della Repubblica francese) rivolto verso destra, attorniato da un anello a smalti blu con la scritta in oro "REPUBLIQUE FRANÇAISE". Il retro riprendeva le medesime decorazioni del fronte ad eccezione del disco centrale ove erano riportate in rilievo le parole "MERITE AGRICOLE 1883". Nel caso della sola medaglia di commendatore, la medaglia è sostenuta al nastro tramite una corona d'alloro in oro.
- Il nastro era verde con una striscia rossa per parte. Questo nastro è stato adottato nel 1999 in sostituzione al precedente, le cui strisce erano di colore viola.

## Insigniti notabili

### Commendatore
- Jean Dupuy
- René Renou
- Jacques Chirac
- Carolina di Monaco (3 luglio 2014)[1]
- Christine Lagarde
- Carlo, principe del Galles

### Ufficiale
- Pierre Galet
- Ernest Vaux
- Will Studd
- Dominique Levy
- Tito Pasqui

### Cavaliere
- Louis Pasteur
- Michel Serrault
- Jean Moulin
- Bernard Loiseau
- Giuseppe Martelli (enologo)
- Kermit Lynch
- Brian Morrissey
- Roland Passot
- Jacques Pépin
- Jon Winroth
- Riccardo Cotarella